# Athyreus acuticornis
Athyreus acuticornis is een keversoort uit de familie cognackevers (Bolboceratidae). De wetenschappelijke naam van de soort werd in 1978 gepubliceerd door Henry Fuller Howden.